# Salomon Finkelstein

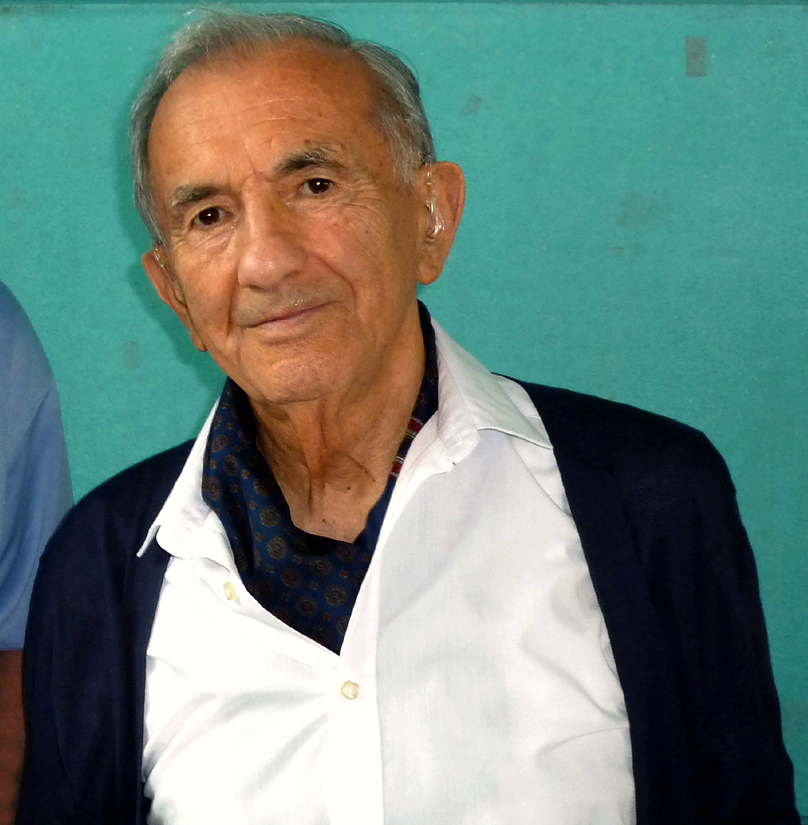
Salomon Finkelstein, 2012

Salomon Finkelstein (geboren 1. Juli 1922 in Łódź; gestorben 26. Juni 2019 in Hannover) war ein deutscher Unternehmer polnischer Herkunft und Überlebender des Holocaust.

## Leben
Salomon Finkelstein kam 1922 als zweitältester Sohn von Abraham und Matla Finkelstein, geborene Zajaczkowska, in Łódź auf die Welt. Sein älterer Bruder Shmuel wurde 1920 und sein jüngerer Bruder David wurde 1925 geboren. Die Eltern waren jüdischer Herkunft. Die Familie lebte in geregelten, aber bescheidenen Verhältnissen in einem Wohnhaus mit überwiegend jüdischen Bewohnern.
In seiner Kindheit machte Salomon Finkelstein, der von Freunden Salek gerufen wurde, aufgrund seiner jüdischen Herkunft Erfahrungen mit Antisemitismus und Ausgrenzung. Wenige Monate nach dem deutschen Überfall auf Polen im Herbst 1939 wurde er 1940, zu dieser Zeit kurz vor dem Abitur, mit seiner Familie im Ghetto Litzmannstadt interniert. Danach war er Zwangsarbeiter beim Bau der Reichsautobahn im Raum Frankfurt/Oder. 1943 wurde er ins KZ Auschwitz III Monowitz deportiert, wo er Zwangsarbeit als Maurergehilfe beim Aufbau der Buna-Werke der I.G. Farben AG leisten musste. Im Januar 1945 gelangte er über einen Todesmarsch ins KZ Mittelbau-Dora, wo er mehrere Monate lang im Stollen Zwangsarbeit bei der Herstellung der Großrakete V 2 leistete. Vor der Einnahme von Nordhausen am 11. April 1945 durch amerikanische Truppen und der Befreiung des KZ Mittelbau-Dora wurde Salomon Finkelstein auf einen weiteren Todesmarsch über das KZ Ravensbrück durch Mecklenburg geschickt. Nachdem auf dem Marsch die Bewacher beim Herannahen von alliierten Truppen geflüchtet waren, legte sich Salomon Finkelstein in einer Scheune schlafen. Als ihn Soldaten der Roten Armee entdeckten, entging er nur knapp der Erschießung, da im Heu Waffen lagen.
Nach seiner Befreiung 1945 zog Salomon Finkelstein zu einem früheren Mithäftling in Hannover. Hier gründete er unter anderem einen Juwelierladen, ein Strickwarengeschäft und einen Imbiss am Steintorplatz. 1961 erhielt er die deutsche Staatsangehörigkeit durch Einbürgerung. 1963 wurde er Teilhaber eines mittelständischen Straßenreinigungsunternehmens in Frankfurt/Main. 1968 heiratete Salomon Finkelstein. Aus der Ehe gingen drei Töchter (Jael, Daniela, Ilana) hervor.
Während seine Eltern von den Nationalsozialisten ermordet wurden, hatten seine beiden Brüder überlebt. Jahrzehnte nach der Trennung von der Familie 1940 in Łódź erfuhr er, dass sie nach Israel und in die Sowjetunion gegangen waren. Zwischen dem bekannten polnischen Pianisten Władysław Szpilman, einem Überlebenden des Warschauer Ghettos, und Salomon Finkelstein entwickelte sich ab den 1960er Jahren eine persönliche Bekanntschaft. Mit dem Schauspieler Shmuel Rodensky hatte er eine enge Freundschaft. Nach der Aufführung von Anatevka 1968 in Hamburg mit Rodensky in der Rolle des Milchmannes Tevje bat ihn Finkelstein, das Musical in Hannover aufzuführen, was im Theater am Aegi geschah.
In seinem Wohnort Hannover engagierte sich Salomon Finkelstein seit den 1960er Jahren in der Jüdischen Gemeinde. Er wurde in ihren 10-köpfigen Vorstand gewählt und war als stellvertretender Vorsitzender einige Jahre Mitglied im Zentralrat der Juden in Deutschland. Später gehörte er der 1995 gegründeten Liberalen Jüdischen Gemeinde Hannover an, in der er sich für die Pflege der jiddischen Sprache engagierte.

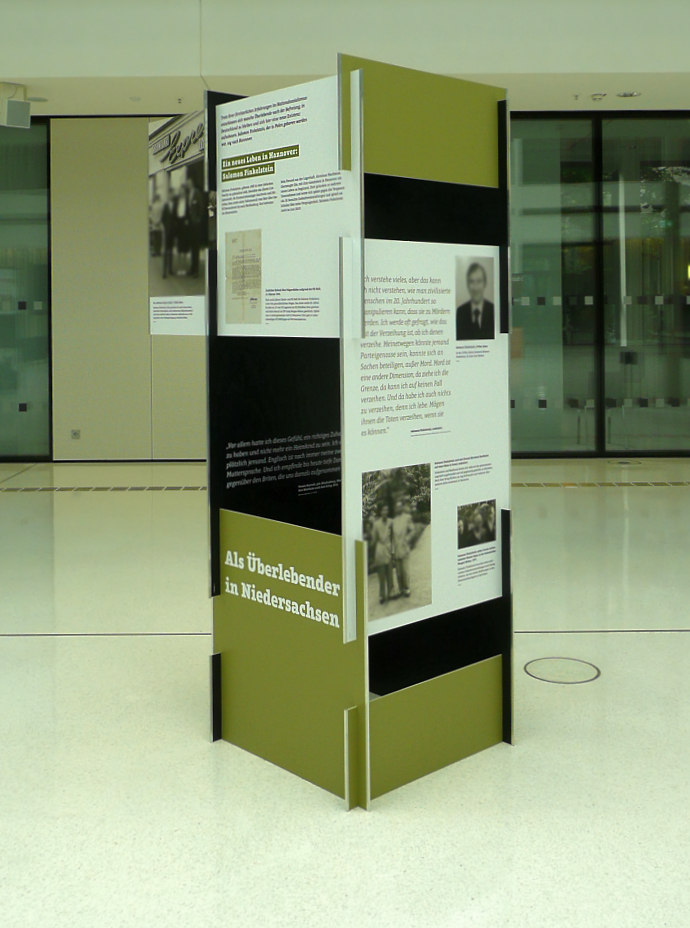
Aufsteller zu Salomon Finkelstein in der Ausstellung „Befreit! Und dann? Wege nach der Befreiung 1945.“ im Niedersächsischen Landtag, 2021

Über seine nahezu sechsjährige Inhaftierung in der Zeit des Nationalsozialismus schwieg Salomon Finkelstein über sechs Jahrzehnte, auch gegenüber seiner Familie, um sie nicht zu belasten. Den entscheidenden Anstoß, sein Schweigen aufzugeben, brachte der 60. Jahrestag der Befreiung des KZ Auschwitz im Jahr 2005. Während der Gedenkveranstaltung bat der frühere polnische Minister Władysław Bartoszewski die Überlebenden, über ihr Schicksal zu berichten und die Erinnerung wach zu halten. Ab 2008 berichtete Salomon Finkelstein als Zeitzeuge vor Schulklassen und sprach 2010 zum 65. Holocaust-Gedenktag im Niedersächsischen Landtag. Kurz vor seinem Tod verlieh ihm die Albert-Einstein-Schule Laatzen das Ehrenabitur, da er das Abitur durch seine Internierung nach dem deutschen Überfall auf Polen nicht ablegen konnte. Finkelstein starb wenige Tage vor seinem 97. Geburtstag. Er war der letzte in Hannover wohnhafte Auschwitz-Überlebende. 2020 wurde ein Gebäude der Albert-Einstein-Schule nach ihm als Salomon-Finkelstein-Haus benannt.
In der 2021 im Niedersächsischen Landtag eröffneten und von Jens-Christian Wagner kuratierten Ausstellung „Befreit! Und dann? Wege nach der Befreiung 1945“ ist Salomon Finkelsteins „neues Leben in Hannover“ Teil der Ausstellung.

## Auszeichnungen
- 2013: Ehrenbürger der Stadt Laatzen für den Einsatz für die Erinnerungskultur[7]
- 2014: Ehrennadel der Region Hannover für Beiträge in der Geschichtsaufarbeitung
- 2017: Niedersächsischer Verdienstorden
- 2017: Theodor-Lessing-Preis der Deutsch-Israelischen Gesellschaft in Hannover, gleichzeitig mit Henry Korman und Ruth Gröne[8][9]

## Rezeption
Das Unternehmen Volkswagen Nutzfahrzeuge in Hannover schreibt seit 2021 jährlich den Korman-Finkelstein-Preis für Jugendliche und junge Erwachsene aus der Region Hannover aus, die sich besonders für Respekt und Toleranz einsetzen.